# Parijse metrolijn 8

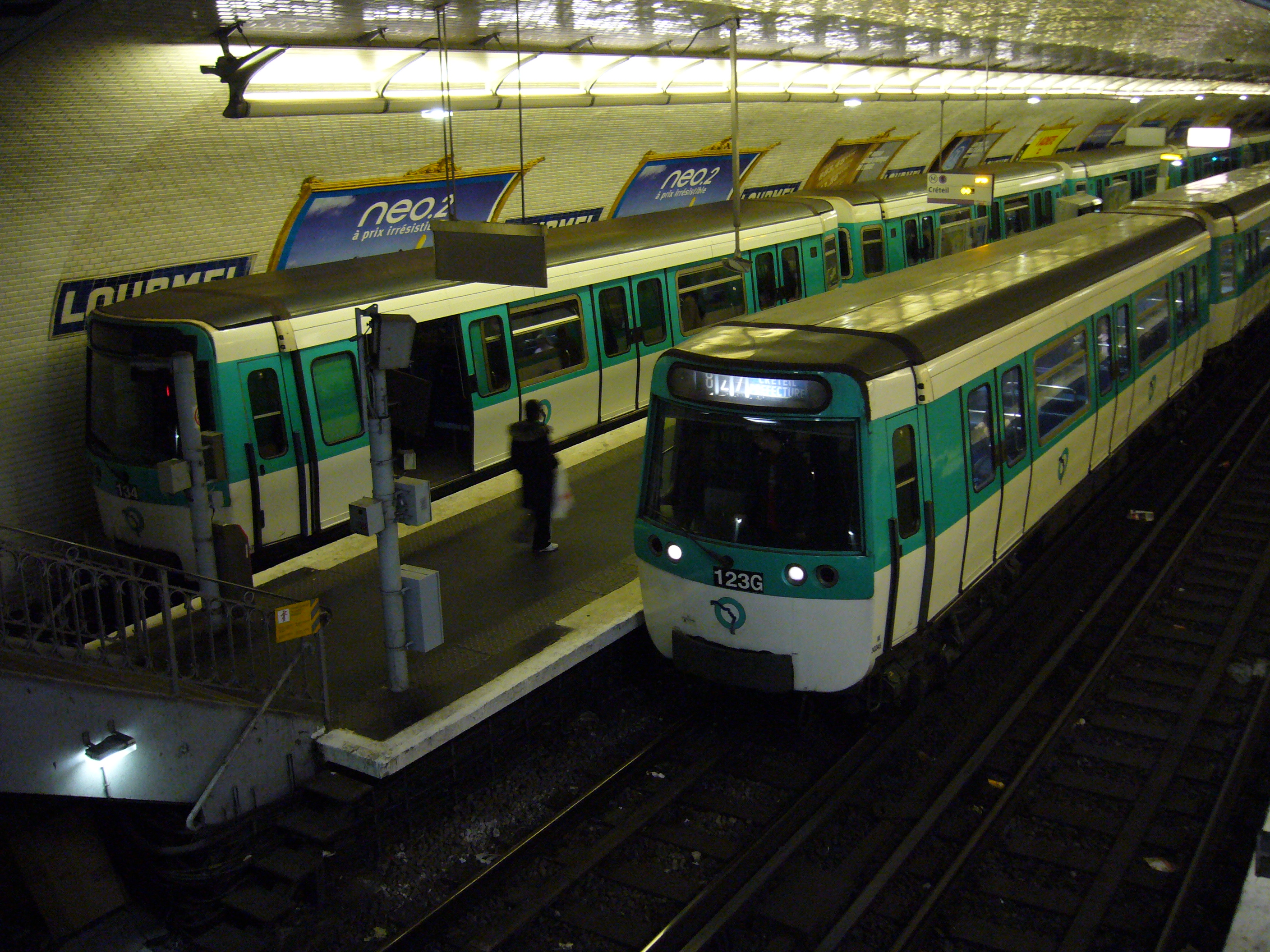
MF 77 op station Lourmel

De Parijse metrolijn 8 is een metrolijn in het Parijse metronetwerk. Het traject is 23,4 kilometer lang, waarvan 4,2 km bovengronds. Lijn 8 telt 38 haltes, waarvan 4 bovengronds en 11 overstapstations op andere metrolijnen. De gemiddelde halteafstand is ongeveer 610 meter. Op weekdagen vertrekken er 318 metrotreinen per dag vanaf de beginpunten; er zijn maximaal 50 treinstellen tegelijk onderweg. De hoogste frequentie is elke 135 seconden een metro. In 2005 reisden meer dan 86 miljoen passagiers met lijn 8. Lijn 8 komt onder andere langs École Militaire, Place de la Concorde, Bastille en Madeleine.
Tussen 2007 en oktober 2011 is de lijn met 1,3 kilometer verlengd, sinds 8 oktober 2011 is Pointe du Lac het zuidelijke eindpunt.

## Geschiedenis
Hieronder staat de ontwikkeling van lijn 8:
- 13-07-1913 Opéra - La Motte Picquet Grenelle
- 30-06-1928 Opéra - Richelieu Druot
- 05-05-1931 Richelieu Druot - Porte de Charenton
- 27-07-1937 La Motte Picquet Grenelle - Balard
- 05-10-1942 Porte de Charenton - Charenton-Écoles
- 19-09-1970 Charenton-Écoles - Maisons-Alfort Stade
- 27-04-1972 Maisons-Alfort Stade - Maisons-Alfort Les Juiliottes
- 24-09-1973 Maisons-Alfort Les Juiliottes - Créteil l'Échat
- 10-09-1974 Créteil l'Échat - Créteil - Préfecture
- 08-10-2011 Créteil - Préfecture - Pointe du Lac

## Materieel
Op lijn 8 rijdt het vijfdelige MF 77. Dit zijn metro's op stalen wielen. De capaciteit van de treinstellen is 248 zitplaatsen, verdeeld over vijf rijtuigen. Er zijn ook een paar honderd staanplaatsen.
Balard ·
Lourmel ·
Boucicaut ·
Félix Faure ·
Commerce ·
La Motte-Picquet - Grenelle ·
Champ de Mars ·
École Militaire ·
La Tour-Maubourg ·
Invalides ·
Concorde ·
Madeleine ·
Opéra ·
Richelieu - Drouot ·
Grands Boulevards ·
Bonne Nouvelle ·
Strasbourg - Saint-Denis ·
République ·
Filles du Calvaire ·
Saint-Sébastian - Froissart ·
Chemin Vert ·
Bastille ·
Ledru-Rollin ·
Faidherbe - Chaligny ·
Reuilly - Diderot ·
Montgallet ·
Daumesnil ·
Michel Bizot ·
Porte Dorée ·
Porte de Charenton ·
Liberté ·
Charenton - Écoles ·
École Vétérinaire de Maisons-Alfort ·
Maisons-Alfort - Stade ·
Maisons-Alfort - Les Juilliottes ·
Créteil - L'Échat ·
Créteil - Université ·
Créteil - Préfecture ·
Pointe du Lac